# 蒙塔尼亚斯
蒙塔尼亚斯是巴西北大河州的一个市镇。总面积82平方公里，总人口12383人，人口密度151人/平方公里。